# Genoa 1893 1989-1990
Questa voce raccoglie le informazioni riguardanti il Genoa 1893 nelle competizioni ufficiali della stagione 1989-1990.

## Stagione
La stagione 1989-1990 inizia il 13 agosto, il grifone disputa la competizione amichevole denominata "Torneo di Verona", sconfiggendo il River Plate (1-0). Sempre alla guida del professor Franco Scoglio, il Genoa ritornato in Serie A dopo cinque stagioni, con l'obiettivo di disputare un campionato senza patemi, si affida ad un trio di stranieri sudamericani, tutti uruguaiani, la punta Carlos Aguilera che segna 8 reti, ed i centrocampisti José Perdomo e Rubén Paz. A rinforzo della difesa arriva dalla Roma il centrale Fulvio Collovati, mentre la sorpresa di stagione è rappresentata da Davide Fontolan, già protagonista della scorsa promozione, che segna 10 reti nella sua prima stagione nella massima serie, e verrà ceduto all'Inter al termine dell'attuale stagione. Con quattro retrocessioni previste, per il grifone c'è stata sempre poca tranquillità, giostrando costantemente appena sopra la bassa classifica, di poco certo, ma quanto basta per concretizzare l'obiettivo del mantenimento della categoria.
Nella Coppa Italia tornata ai confronti diretti nei primi due turni, il Genoa supera il Padova al primo turno, ed esce di scena al secondo turno perdendo il derby della Lanterna (0-1).

## Organigramma societario
Area direttiva
- Presidente: Aldo Spinelli
- Direttore sportivo: Spartaco Landini
- Segretario generale: dott. Davide Scapini
- Segretario ammin.vo: rag. Fulvio Benti

Area tecnica
- Allenatore: Franco Scoglio
- Secondo allenatore: Gianni Gennari
- Medico sociale: prof. Pierluigi Gatto
- Massaggiatore: Gerolamo Craviotto

## Rosa
| N. |                   | Ruolo | Calciatore                    |
| -- | ----------------- | ----- | ----------------------------- |
|    | Italia (bandiera) | P     | Simone Braglia                |
|    | Italia (bandiera) | P     | Attilio Gregori               |
|    | Italia (bandiera) | D     | Nicola Caricola (II)          |
|    | Italia (bandiera) | D     | Fulvio Collovati              |
|    | Italia (bandiera) | D     | Giovanni Fasce                |
|    | Italia (bandiera) | D     | Armando Ferroni (II)          |
|    | Italia (bandiera) | D     | Paolo Mastrantonio            |
|    | Italia (bandiera) | D     | Gianluca Signorini (capitano) |
|    | Italia (bandiera) | D     | Vincenzo Torrente             |
|    | Italia (bandiera) | D     | Cristian Trapella             |
|    | Italia (bandiera) | C     | Antonio Di Carlo              |

| N. |                    | Ruolo | Calciatore           |
| -- | ------------------ | ----- | -------------------- |
|    | Italia (bandiera)  | C     | Stefano Eranio       |
|    | Italia (bandiera)  | C     | Valeriano Fiorin     |
|    | Italia (bandiera)  | C     | Davide Fontolan      |
|    | Uruguay (bandiera) | C     | Rubén Paz            |
|    | Uruguay (bandiera) | C     | José Perdomo         |
|    | Italia (bandiera)  | C     | Franco Rotella       |
|    | Italia (bandiera)  | C     | Gennaro Ruotolo      |
|    | Italia (bandiera)  | C     | Alberto Urban        |
|    | Uruguay (bandiera) | A     | Carlos Aguilera      |
|    | Italia (bandiera)  | A     | Massimo Briaschi (I) |
|    | Italia (bandiera)  | A     | Davide Fontolan (II) |

## Risultati

### Serie A

#### Girone di andata
| Arbitro: | Beschin (Legnago) |

|                 |           |  |
| D. Fontolan 28’ | Marcatori |  |

| Pistoia 3 settembre 1989 2ª giornata | Fiorentina        | 0 – 0 referto | Genoa | Stadio Comunale\| Arbitro: \| Frigerio (Milano) \| |
| Arbitro:                             | Frigerio (Milano) |               |       |                                                    |

| Arbitro: | Cornieti (Forlì) |

|  |           |                 |
|  | Marcatori | 60’, 84’ Völler |

| Arbitro: | Lo Bello (Siracusa) |

|  |           |                     |
|  | Marcatori | 26’ (rig.) Aguilera |

| Arbitro: | Pezzella (Frattamaggiore) |

|              |           |              |
| Aguilera 73’ | Marcatori | 77’ Rijkaard |

| Arbitro: | Longhi (Roma) |

|              |           |  |
| R. Villa 84’ | Marcatori |  |

| Arbitro: | D'Elia (Salerno) |

|                 |           |                           |
| D. Fontolan 19’ | Marcatori | 44’ Vialli 60’ R. Mancini |

| Arbitro: | Luci (Firenze) |

|                       |           |                                        |
| Branca 65’ Mattei 85’ | Marcatori | 27’, 29’ D. Fontolan 83’, 86’ Aguilera |

| Arbitro: | Lanese (Messina) |

|                                      |           |                                  |
| Aguilera 20’ D. Fortunato 43’ (aut.) | Marcatori | 11’, 21’ Schillaci 49’ Alejnikov |

| Arbitro: | Lo Bello (Siracusa) |

|                 |           |                     |
| D. Fontolan 34’ | Marcatori | 60’ (rig.) Maradona |

| Bari 5 novembre 1989 11ª giornata | Bari            | 0 – 0 referto | Genoa | Stadio della Vittoria\| Arbitro: \| Nicchi (Arezzo) \| |
| Arbitro:                          | Nicchi (Arezzo) |               |       |                                                        |

| Arbitro: | Beschin (Legnago) |

|                                 |           |                                               |
| Torrente 7’ Aguilera 82’ (rig.) | Marcatori | 3’ Esposito 10’ Nobile 79’ (rig.) M. Agostini |

| Roma 26 novembre 1989 13ª giornata | Lazio              | 0 – 0 referto | Genoa | Stadio Flaminio\| Arbitro: \| Sguizzato (Verona) \| |
| Arbitro:                           | Sguizzato (Verona) |               |       |                                                     |

| Arbitro: | Ceccarini (Livorno) |

|  |           |              |
|  | Marcatori | 18’ Bertozzi |

| Arbitro: | Pezzella (Frattamaggiore) |

|               |           |  |
| A. Serena 63’ | Marcatori |  |

| Arbitro: | Coppetelli (Tivoli) |

|               |           |                          |
| Urban 1’, 45’ | Marcatori | 12’ Madonna 20’ Caniggia |

| Ascoli Piceno 30 dicembre 1989 17ª giornata | Ascoli             | 0 – 0 referto | Genoa | Stadio Cino e Lillo Del Duca\| Arbitro: \| Di Cola (Avezzano) \| |
| Arbitro:                                    | Di Cola (Avezzano) |               |       |                                                                  |

#### Girone di ritorno
| Arbitro: | Frigerio (Milano) |

|                            |           |                 |
| Barbas 9’ P. Benedetti 14’ | Marcatori | 86’ D. Fontolan |

| Arbitro: | Felicani (Bologna) |

|              |           |              |
| Aguilera 39’ | Marcatori | 84’ Dertycia |

| Arbitro: | Nicchi (Arezzo) |

|  |           |              |
|  | Marcatori | 15’ Aguilera |

| Arbitro: | Pezzella (Frattamaggiore) |

|              |           |  |
| Signorini 9’ | Marcatori |  |

| Arbitro: | Coppetelli (Tivoli) |

|            |           |  |
| Massaro 1’ | Marcatori |  |

| Genova 4 febbraio 1990 23ª giornata | Genoa                | 0 – 0 referto | Bologna | Stadio Luigi Ferraris\| Arbitro: \| Trentalange (Torino) \| |
| Arbitro:                            | Trentalange (Torino) |               |         |                                                             |

| Genova 11 febbraio 1990 24ª giornata | Sampdoria        | 0 – 0 referto | Genoa | Stadio Luigi Ferraris\| Arbitro: \| Lanese (Messina) \| |
| Arbitro:                             | Lanese (Messina) |               |       |                                                         |

| Genova 18 febbraio 1990 25ª giornata | Genoa            | 0 – 0 referto | Udinese | Stadio Luigi Ferraris\| Arbitro: \| D'Elia (Salerno) \| |
| Arbitro:                             | D'Elia (Salerno) |               |         |                                                         |

| Arbitro: | Magni (Bergamo) |

|          |           |                      |
| Galia 4’ | Marcatori | 35’ (aut.) Alejnikov |

| Arbitro: | F. Baldas (Trieste) |

|                       |           |         |
| Francini 46’ Zola 90’ | Marcatori | 80’ Paz |

| Genova 11 marzo 1990 28ª giornata | Genoa           | 0 – 0 referto | Bari | Stadio Luigi Ferraris\| Arbitro: \| Nicchi (Arezzo) \| |
| Arbitro:                          | Nicchi (Arezzo) |               |      |                                                        |

| Arbitro: | Lanese (Messina) |

|                |           |            |
| M. Agostini 3’ | Marcatori | 41’ Fiorin |

| Arbitro: | Bruni (Arezzo) |

|                      |           |                                  |
| D. Fontolan 48’, 80’ | Marcatori | 38’ (aut.) Collovati 74’ Bertoni |

| Arbitro: | Pairetto (Torino) |

|          |           |                 |
| Fanna 7’ | Marcatori | 69’ D. Fontolan |

| Genova 14 aprile 1990 32ª giornata | Genoa              | 0 – 0 referto | Inter | Stadio Luigi Ferraris\| Arbitro: \| Fabricatore (Roma) \| |
| Arbitro:                           | Fabricatore (Roma) |               |       |                                                           |

| Arbitro: | Amendolia (Messina) |

|             |           |  |
| Caniggia 9’ | Marcatori |  |

| Arbitro: | Dal Forno (Ivrea) |

|                        |           |  |
| Rotella 5’ Ruotolo 88’ | Marcatori |  |

### Coppa Italia

#### Fase eliminatoria
| Arbitro: | Trentalange (Torino) |

|                                       |           |  |
| Ruotolo 55’ Urban 62’ D. Fontolan 72’ | Marcatori |  |

| Arbitro: | Longhi (Roma) |

|  |           |                   |
|  | Marcatori | 35’ (rig.) Vialli |

## Statistiche

### Statistiche di squadra
| Competizione | Punti | In casa | In casa | In casa | In casa | In casa | In casa | In trasferta | In trasferta | In trasferta | In trasferta | In trasferta | In trasferta | Totale | Totale | Totale | Totale | Totale | Totale | DR |
| Competizione | Punti | G       | V       | N       | P       | Gf      | Gs      | G            | V            | N            | P            | Gf           | Gs           | G      | V      | N      | P      | Gf     | Gs     | DR |
| ------------ | ----- | ------- | ------- | ------- | ------- | ------- | ------- | ------------ | ------------ | ------------ | ------------ | ------------ | ------------ | ------ | ------ | ------ | ------ | ------ | ------ | -- |
| Serie A      | 29    | 17      | 3       | 9       | 5       | 16      | 18      | 17           | 3            | 8            | 6            | 11           | 13           | 34     | 6      | 17     | 11     | 27     | 31     | -4 |
| Coppa Italia |       | 2       | 1       | 0       | 1       | 3       | 1       | -            | -            | -            | -            | -            | -            | 2      | 1      | 0      | 1      | 3      | 1      | +2 |
| Totale       |       | 19      | 4       | 9       | 6       | 19      | 19      | 17           | 3            | 8            | 6            | 11           | 13           | 36     | 7      | 17     | 12     | 30     | 32     | -2 |

### Statistiche dei giocatori
| Giocatore        | Serie A  | Serie A | Serie A     | Serie A    | Coppa Italia | Coppa Italia | Coppa Italia | Coppa Italia | Totale   | Totale | Totale      | Totale     |
| Giocatore        | Presenze | Reti    | Ammonizioni | Espulsioni | Presenze     | Reti         | Ammonizioni  | Espulsioni   | Presenze | Reti   | Ammonizioni | Espulsioni |
| ---------------- | -------- | ------- | ----------- | ---------- | ------------ | ------------ | ------------ | ------------ | -------- | ------ | ----------- | ---------- |
| C. Aguilera      | 31       | 8       | ?           | ?          | 1            | 0            | ?            | ?            | 32       | 8      | ?           | ?          |
| S. Braglia       | 19       | -13     | ?           | ?          | -            | -            | -            | -            | 19       | -13    | 0+          | 0+         |
| N. Caricola (II) | 28       | 0       | ?           | ?          | 2            | 0            | ?            | ?            | 30       | 0      | ?           | ?          |
| F. Collovati     | 29       | 0       | ?           | ?          | 2            | 0            | ?            | ?            | 31       | 0      | ?           | ?          |
| S. Eranio        | 25       | 0       | ?           | ?          | 2            | 0            | ?            | ?            | 27       | 0      | ?           | ?          |
| G. Fasce         | -        | -       | -           | -          | 1            | 0            | ?            | ?            | 1        | 0      | 0+          | 0+         |
| A. Ferroni (II)  | 19       | 0       | ?           | ?          | 2            | 0            | ?            | ?            | 21       | 0      | ?           | ?          |
| V. Fiorin        | 31       | 1       | ?           | ?          | 2            | 0            | ?            | ?            | 33       | 1      | ?           | ?          |
| D. Fontolan (II) | 32       | 9       | ?           | ?          | 2            | 1            | ?            | ?            | 34       | 10     | ?           | ?          |
| A. Gregori       | 16       | -18     | ?           | ?          | 2            | -1           | ?            | ?            | 18       | -19    | ?           | ?          |
| A. Mariano       | -        | -       | -           | -          | 1            | 0            | ?            | ?            | 1        | 0      | 0+          | 0+         |
| R. Paz           | 25       | 1       | ?           | ?          | -            | -            | -            | -            | 25       | 1      | 0+          | 0+         |
| J. Perdomo       | 25       | 0       | ?           | ?          | -            | -            | -            | -            | 25       | 0      | 0+          | 0+         |
| F. Rotella       | 14       | 1       | ?           | ?          | 2            | 0            | ?            | ?            | 16       | 1      | ?           | ?          |
| G. Ruotolo       | 31       | 1       | ?           | ?          | 1            | 1            | ?            | ?            | 32       | 2      | ?           | ?          |
| G. Signorini     | 30       | 1       | ?           | ?          | 2            | 0            | ?            | ?            | 32       | 1      | ?           | ?          |
| V. Torrente      | 27       | 1       | ?           | ?          | -            | -            | -            | -            | 27       | 1      | 0+          | 0+         |
| A. Urban         | 20       | 2       | ?           | ?          | 2            | 1            | ?            | ?            | 22       | 3      | ?           | ?          |